# Tim Shea
Timothy Lawrence Shea (Nueva York, 6 de marzo de 1949) es un entrenador estadounidense de baloncesto profesional.

## Carrera

### Como entrenador
Su carrera en los banquillos se ha desarrollado en su mayor parte en clubes de élite europeos, de ligas como la italiana, la austriaca, la portuguesa, la israelí y fundamentalmente la ACB española donde dirigió a clubes como OAR Ferrol, Breogán Lugo, Atlético de Madrid o Club Ourense Baloncesto.
Durante su etapa en Portugal como entrenador del Benfica (1986-1989) se proclamó dos veces campeón de liga y una de copa. En la ACB, con el Atlético de Madrid finalizó la temporada en el quinto puesto, mientras que con el Club Ourense Baloncesto alcanzó la séptima posición, siendo ambas las más altas clasificaciones en la historia de dichos clubes. Otro de sus mayores logros como entrenador asistente fue el llevar a la Selección Nacional de Nigeria a clasificarse para los Juegos Olímpicos de Londres 2012 por primera vez en su historia, en el preolímpico que se disputó en la ciudad de Caracas en julio de 2012.

### Como directivo
Al margen de los banquillos, ha pertenecido al organigrama de varios clubes de la NBA como New York Knicks, Phoenix Suns o Charlotte Bobcats, donde ha realizado, entre otras, labores de ojeador de talentos.

### Familia
Casado con la artista e ilustradora Maria Mata Gayoso. Tiene dos hijos Matteo Shea y Olivia Shea Mata.